# گروه پرستاران بچه (فیلم)
گروه پرستاران بچه (به انگلیسی: The Baby-Sitters Club) فیلمی محصول سال ۱۹۹۵ و به کارگردانی ملانی مایرون است. در این فیلم بازیگرانی همچون اسکایلر فیسک، بری بلیر، تریسیا جو، ریچل لی کوک، لاریسا اولینیک، استیسی لین رامسوور، زلدا هریس، بروک آدامز، آستین اوبراین، کالین کمپ، پیتر هورتون، ونسا زیما، کریستیان اولیور، بروس دیویسن، مارلا سوکولف، آرون مایکل میتچیک، کیلا پرت و اسکارلت پامرز ایفای نقش کرده‌اند.